# Pôle d'innovation pour l'artisanat et les petites entreprises
 (décembre 2023).
Les pôles d'innovation pour l'artisanat et les petites entreprises sont des centres de ressources positionnés sur un secteur particulier de l'artisanat. Ils apportent une information technique, réglementaire et de marché sur le domaine, et proposent à toutes les petites entreprises des solutions sur des axes d'innovation identifiés, afin qu'elles intègrent petit à petit la démarche d'innovation dans leur production. 
Pour leurs compétences techniques, leur faculté à développer un réseau de partenaires pertinents au niveau local, et à trouver des relais de diffusion au niveau national, certains centres  sont ainsi labellisés "Pôle d'innovation" par le Ministère de l’Économie, des Finances et de l’Industrie pour une durée de trois ans. 
Le label, créé en 1991, garantit à ces centres une reconnaissance de l’État pour leur capacité à mettre au point des solutions qui répondent aux besoins des petites entreprises, et à les accompagner dans leurs démarches de développement par l’innovation (technologique, organisationnelle, environnementale et sociale). 
Le Réseau des Pôles d'innovation fait partie des projets pilotés par l'Institut supérieur des métiers (ISM), à la demande de la Direction générale de la compétitivité, de l'industrie et des services (DGCIS).

## Positionnement et missions
Le rôle des Pôles d'innovation est d'être l'interlocuteur des artisans, entre les acteurs techniques (laboratoires, écoles, universités, centres spécialisés) et les instances institutionnelles (État, collectivités territoriales, services décentralisés). Tournés vers l'innovation, les centres labellisés "Pôles d'innovation" doivent apporter aux petites entreprises une vision globale et spécialisée du secteur qui les concerne, en lien avec les réseaux d'accompagnement consulaires (Assemblée permanente des chambres de métiers et de l'artisanat - APCMA et les chambres de métiers et de l'artisanat) et professionnels (Union professionnelle artisanale - UPA, Confédération Générale de l'Alimentation en Détail - CGAD, Confédération de l'artisanat et des petites entreprises du bâtiment - Capeb, Fédération française du bâtiment - FFB, etc).
En tant qu'interface, les Pôles d'innovation ont différentes missions définies par le ministère : 
- Monter des partenariats avec des centres experts, au niveau régional, et des relais d'information, au niveau national ;
- Rechercher des solutions qui répondent aux besoins exprimés des petites entreprises ;
- Communiquer le plus largement possible les informations, outils et solutions techniques mis en place ;
- Accompagner concrètement les petites entreprises, in situ ou à distance, dans leur démarche d'innovation.

Depuis le mois de novembre 2011, les Pôles d'innovation ont également pour objectif "d'intégrer la problématique du design dans leurs actions", comme l'a annoncé M. Frédéric Lefebvre, Secrétaire d’État chargé du commerce, de l’artisanat, des petites et moyennes entreprises, du tourisme, des services, des professions libérales et de la consommation, lors d'une journée consacrée à l'artisanat.
Les Pôles d'innovation sont appuyés sur quatre types de structures : 
- des centres de formations (ex : Centre européen des professions culinaires - Ceproc, Compagnons du devoir du tour de France)
- des Chambres de métiers et de l'artisanat (ex : CMA de Meurthe et Moselle, CRMA du Limousin, CMA de région Nord-Pas de Calais)
- des organisations professionnelles (ex : Capeb, Confédération nationale des artisans pâtissiers)
- des associations (ex : Coprotec, Ifram)

## Un label d’État
Il est attribué par le Ministère de l'Économie, des Finances et de l'Industrie et l'ISM, dans le cadre de programmes d'actions de trois ans répondant à des critères spécifiques. Cette labellisation est soumise à une expertise périodique qui permet d'évaluer la capacité des Pôles d'innovation à assumer les fonctions qui leur incombent. Pour ce faire, ces derniers mettent en place des indicateurs de performance et d'évaluation de la satisfaction des entreprises accompagnées.
Depuis l'année 2010, l'ISM, sur demande de la DGCIS, s'occupe également de la gestion administrative et financière des contrats de labellisation. Les structures candidates à l'obtention du label doivent faire état d'actions engagées dans les domaines du transfert de technologies, de la diffusion des innovations et des pratiques nouvelles au profit des entreprises artisanales : organisation d'actions collectives, journées techniques et collaborations avec des centres d'appui techniques. 
Pour la période 2009-2011, ce label a été décerné à 22 centres ayant fait preuve d'efficacité face aux attentes des petites entreprises et aux missions définies par l’État.

## Thématiques et domaines d'intervention

### Habitat et Développement durable
- Cirbat - Centre d’innovation et de recherche du bâti tropical - Île de la Réunion
- Cnidep - Centre national d’innovation pour le développement durable et l’environnement dans les petites entreprises - Lorraine
- Coprotec - Association des professionnels de l’énergie - Alsace
- « ISRFMP - Institut supérieur de recherche et de formation aux métiers de la pierre »(Archive.org • Wikiwix • Archive.is • Google • Que faire ?)- Midi-Pyrénées

### Arts et Patrimoine
- Cerfav - Centre Européen de Recherches et de Formation aux Arts Verriers- Lorraine et Île-de-France
- Ifram - Institut de Formation et de Recherche pour les Artisanats des Métaux - Haute-Normandie
- Itemm - Institut Technologique Européen des Métiers de la Musique - Pays de la Loire
- IUMP - Institut Universitaire des Métiers et du Patrimoine - Champagne-Ardenne

### Alimentation et Nutrition
- Ardat'mv - Association de Recherche, Développement et Assistance Technologique pour les métiers de la viande - Île-de-France
- Ceproc Évolution Pro - Centre de formation des professionnels de la charcuterie - Île-de-France
- CTMP - Centre Technique des Métiers de la Pâtisserie - Île-de-France
- INBP - Institut National de la Boulangerie Pâtisserie - Haute-Normandie
- INRACQ - INstitut de Recherches Appliquées au Contrôle de la Qualité - Nord-Pas-de-Calais

### Santé, Sécurité et Autonomie
- CnifPD - Centre National d’Innovation et de Formation des Prothésistes Dentaires - Île-de-France
- Cnisam - Centre National d’Innovation Santé, Autonomie et Métiers - Limousin
- Iris-ST - Institut de Recherche sur la Santé et la Sécurité au Travail - Île-de-France

### Production et Organisation
- CFMI - Centre de Formation aux Métiers et à l’Innovation - Poitou-Charentes
- CRTA - Centre de Ressources de Techniques Avancées - Languedoc-Roussillon - Provence-Alpes-Côte d'Azur - Rhône-Alpes
- Picardie-découpe - Picardie

### Technologies numériques et TIC
- Amigraf-P2i - Association des Métiers et Industries Graphiques pour la Formation Professionnelle - Nord-Pas-de-Calais
- CTAI - Centre Technique d’Application et d’Innovation de l’artisanat - Alsace
- Pôle Aten - Pôle Artisanat et Technologies Numériques - Basse-Normandie

### Sources et bibliographie
- Arrêté du 26 janvier 2009 portant organisation de la direction générale de la compétitivité, de l'industrie et des services - art.19- in : JO - Lois et décrets, n°23, 28/01/2009 - en ligne sur Legifrance
- Dossier : Les Pôles d’innovation pour l’artisanat et les petites entreprises- in : Lettre de la DGCIS (La), n°49, septembre 2009, p. 2 - en ligne sur le Portail de l'Industrie
- Artisanat et innovation : une combinaison gagnante.- in : MNRA, la mutuelle des artisans, n°13 mars 2011, p. 8-9
- Espace professionnel : Présentation des Pôles d'innovation en ligne sur le site L'Atelier du Web des artisans d'art des Alpes-Maritimes
- Le tour de France de l'innovation. - in : Blog actualité des entreprises artisanales de production du Loiret, 17/08/2011 - En ligne sur le Blog actualité des entreprises artisanales de production du Loiret
- Les Pôles d'innovation, le réflexe technologie. - in : Artisanat mag, Ed. Bouches-du-Rhône, n°8, 2011-2012, p.46 - en ligne sur le site de Artisanat mag
- Approche de la compétitivité française : mention du label Pôles d'innovation. Medef, juin 2011, p.46, §5  - en ligne sur le site du Medef
- Lancement du projet NDI (Nouvelle donne pour l'innovation). - in : site Caen savez-vous, 06/12/2011 - en ligne sur le site Caen savez-vous?
- L’Innovation partagée. - in : Dernières Nouvelles d'Alsace (Les), 04/02/2011